# Hugh Dowker
Hugh Dowker   (North Middlesex, 2 de març de 1912 - Gran Londres, 14 d'octubre de 1982) va ser un matemàtic canadenc.

## Vida i Obra
Dowker va néixer i créixer en una petita granja a l'oest d'Ontario, Canadà. Al contrari dels seus germans, va ser escolaritzat, fent els estudis secundaris a l'institut de Parkhill amb gran esforç de la seva part. El 1929 va ingressar a la universitat d'Ontario Occidental en la qual es va graduar el 1933; l'any següent va obtenir el màster a la universitat de Toronto i a continuació va anar a la universitat de Princeton, en la qual es va doctorar el 1938, sota la direcció de Solomon Lefschetz.
Després d'obtenir el seu doctorat, es va convertir en instructor a la Universitat de Western Ontario durant un curs i a l'any següent, va treballar com a assistent a Princeton amb John von Neumann; a partir de 1940 va ser professor de la universitat Johns Hopkins. Durant la Segona Guerra Mundial, va treballar per a la Força Aèria dels Estats Units, calculant les trajectòries dels projectils. Es va casar amb la matemàtica israeliana Yael Naim el 1944. Després de la guerra, va ser nomenat professor associat a la universitat Tufts. El maccarthisme va enrarir l'ambient de les universitats americanes, varis amics seus van ser assetjats per simpatitzar amb el comunisme, i va decidir, amb la seva dona, marxar a Anglaterra el 1950, on va ser nomenat professor de matemàtiques aplicades al Birkbeck College, on va romandre fins que es va jubilar el 1979. Els darrers anys de la seva vida van estar marcats per una llarga malaltia, però va continuar treballant, desenvolupant la notació Dowker en les últimes setmanes de la seva vida.

Esquema d'un nus, segons la notació Dowker

El principal camp de treball de Dowker va ser la topologia i, tot i que només va publicar una trentena d'articles, va tenir molta influència. També va publicar un llibre sobre teoria de feixos, Lectures on sheaf theory (1956). En els darrers anys de la seva vida, conjuntament amb el matemàtic Morwen Thistlethwaite, va treballar en teoria de nusos, essent pioner en la tabulació per obtenir una completa classificació dels nusos.